# Unlovable
Unlovable är den tredje singeln från Darren Hayes album The Tension And The Spark (2004), producerad av Darren själv och Robert Conley. Den handlar om att inte känna sig önskvärd och inte få någon kärlek alls.